# Velódromo de Anoeta
O Velódromo de Anoeta cujo nome oficial é Velódromo Antonio Elorza (em basco: Anoetako Belodromoa ou Antonio Elortza belodromoa) é o nome que recebe um pavilhão desportivo coberto na localidade de San Sebastián, ao nordeste do País Basco e ao norte de Espanha. A arena tem 5.500 espectadores. Utiliza-se sobretudo para o atletismo baixo teto, eventos de moto-cross e concertos.